# Peter Pucher
Peter Pucher (* 12. srpna 1974 Prešov) je bývalý slovenský profesionální hokejový útočník a reprezentant, který obvykle hrál na pozici centra. Svou kariéru začínal v Prešově. Většinu kariéry (14 sezon) však strávil v dresu Znojemských Orlů. Po angažmá v Pardubicích, Kometě Brno a slovenském Zvoleně se v roce 2011 vrátil do Znojma, které zrovna přešlo do EBEL ligy a zůstal tam dalších 6 let. Se Znojmem v sezóně 2015/2016 vyhrál stříbrné medaile v EBEL po finálové porážce s týmem EC Red Bull Salzburg. Poté nastupoval za druholigový český tým HC Moravské Budějovice 2005 a krátce za Prešov, od roku 2019 nepravidělně hraje za HC Vajgar Jindřichův Hradec v krajské lize.

## Reprezentace
Statistiky reprezentace na Mistrovstvích světa a Olympijských hrách:
| Turnaj       | Místo konání                                   | Z  | G | A | B  | Umístění         | Soupisky          |
| ------------ | ---------------------------------------------- | -- | - | - | -- | ---------------- | ----------------- |
| MS 1997      | Finsko (Helsinky, Turku, Tampere)              | 8  | 0 | 0 | 0  | 9. místo         | Soupiska MS 1997  |
| ZOH 1998     | Japonsko (Nagano)                              | 2  | 0 | 0 | 0  | 10. místo        | Soupiska ZOH 1998 |
| MS 1998      | Švýcarsko (Curych, Basilej)                    | 0  | 0 | 0 | 0  | 7. místo         | Soupiska ZOH 1998 |
| MS 1999      | Norsko (Hamar, Lillehammer, Oslo)              | 6  | 0 | 1 | 1  | 7. místo         | Soupiska MS 1999  |
| MS 2000      | Rusko(Petrohrad)                               | 9  | 2 | 1 | 3  | Stříbrná medaile | Soupiska MS 2000  |
| MS 2001      | Německo (Norimberk, Kolín nad Rýnem, Hannover) | 7  | 3 | 2 | 5  | 7. místo         | Soupiska MS 2001  |
| MS 2002      | Švédsko (Göteborg, Jönköping, Karlstad)        | 6  | 0 | 2 | 2  | Zlatá medaile    | Soupiska MS 2002  |
| MS 2005      | Rakousko (Vídeň, Innsbruck)                    | 7  | 0 | 3 | 3  | 5. místo         | Soupiska MS 2005  |
| Celkem na MS |                                                | 43 | 5 | 9 | 14 |                  |                   |

## Klubové statistiky
| Sezona    | Klub                   | Soutěž | Základní část | Základní část | Základní část | Základní část | Play off | Play off | Play off | Play off |
| Sezona    | Klub                   | Soutěž | Z             | G             | A             | B             | Z        | G        | A        | B        |
| --------- | ---------------------- | ------ | ------------- | ------------- | ------------- | ------------- | -------- | -------- | -------- | -------- |
| 1993–1994 | HK Dragon Prešov       | SE     | 32            | 15            | 6             | 21            | —        | —        | —        | —        |
| 1994–1995 | HK Dragon Prešov       | SE     | 36            | 15            | 11            | 26            | 3        | 3        | 0        | 3        |
| 1995–1996 | HK Aquacity ŠKP Poprad | SE     | 33            | 15            | 14            | 29            | —        | —        | —        | —        |
| 1996–1997 | HC Košice              | SE     | 53            | 17            | 38            | 55            | —        | —        | —        | —        |
| 1997–1998 | HC Košice              | SE     | 36            | 16            | 30            | 46            | 10       | 4        | 4        | 8        |
| 1998–1999 | HC Košice              | SE     | 42            | 15            | 18            | 33            | 11       | 8        | 6        | 14       |
| 1999–2000 | HC Znojemští Orli      | ELH    | 52            | 17            | 17            | 34            | —        | —        | —        | —        |
| 2000–2001 | HC Znojemští Orli      | ELH    | 52            | 22            | 34            | 56            | 7        | 0        | 1        | 1        |
| 2001–2002 | HC Znojemští Orli      | ELH    | 49            | 16            | 38            | 54            | 7        | 4        | 4        | 8        |
| 2002–2003 | HC Znojemští Orli      | ELH    | 52            | 13            | 27            | 40            | 6        | 1        | 3        | 4        |
| 2003–2004 | HC Znojemští Orli      | ELH    | 52            | 13            | 42            | 55            | 7        | 2        | 4        | 6        |
| 2004–2005 | HC Znojemští Orli      | ELH    | 52            | 16            | 29            | 45            | —        | —        | —        | —        |
| 2005–2006 | HC Znojemští Orli C    | ELH    | 50            | 18            | 24            | 42            | 11       | 2        | 3        | 5        |
| 2006–2007 | HC Znojemští Orli C    | ELH    | 30            | 5             | 10            | 15            | —        | —        | —        | —        |
| 2006–2007 | HC Pardubice           | ELH    | 17            | 3             | 12            | 15            | 18       | 1        | 6        | 7        |
| 2007–2008 | HC Pardubice           | ELH    | 48            | 6             | 14            | 20            | —        | —        | —        | —        |
| 2008–2009 | HC Pardubice           | ELH    | 26            | 7             | 13            | 20            | —        | —        | —        | —        |
| 2008–2009 | HC Kometa Brno         | ELH    | 2             | 0             | 1             | 1             | 14       | 4        | 7        | 11       |
| 2009–2010 | HC Kometa Brno         | ELH    | 15            | 1             | 2             | 3             | —        | —        | —        | —        |
| 2009–2010 | HKm Zvolen             | SE     | 29            | 9             | 20            | 29            | 5        | 3        | 4        | 7        |
| 2010–2011 | HKm Zvolen             | SE     | 56            | 10            | 22            | 32            | 7        | 0        | 2        | 2        |
| 2011–2012 | Orli Znojmo            | EBEL   | 46            | 13            | 23            | 36            | 4        | 0        | 1        | 1        |
| 2012–2013 | Orli Znojmo            | EBEL   | 43            | 11            | 24            | 35            | 5        | 0        | 1        | 1        |
| 2013–2014 | Orli Znojmo            | EBEL   | 48            | 13            | 23            | 36            | 5        | 1        | 1        | 2        |
| 2014–2015 | Orli Znojmo            | EBEL   | 46            | 16            | 29            | 45            | 2        | 1        | 2        | 3        |
| 2015–2016 | Orli Znojmo            | EBEL   | 53            | 10            | 42            | 52            | 18       | 2        | 9        | 11       |
| 2016–2017 | Orli Znojmo            | EBEL   |               |               |               |               |          |          |          |          |